# Bernardo Álvarez Herrera
Bernardo Álvarez Herrera (Carora, estado Lara, 18 de agosto de 1956-25 de noviembre de 2016, Washington D. C., Estados Unidos) fue un político venezolano, embajador de Venezuela en los Estados Unidos de 2003 a 2010 (con una interrupción de entre la mitad 2008 y la mitad de 2009, cuando Venezuela retiró su embajador) y viceministro de Relaciones Exteriores.

## Biografía
Álvarez egresó de la Universidad Central de Venezuela como licenciado en Ciencias Políticas y obtuvo una Maestría en estudios de desarrollo de la Universidad de Sussex en Inglaterra. Desde 1982 dictó clases en la Universidad Central de Venezuela, en la Escuela de Estudios Políticos y Administrativos. Otras posiciones anteriores incluyen viceministro de hidrocarburos (2000–03) y director-general de hidrocarburos (1999–2000) en el Ministerio de Energía y Minas. De 1994 a 1999 fue diputado ante el extinto Congreso de la República.
En septiembre de 2008, Herrera fue expulsado de los Estados Unidos después de que el presidente venezolano Hugo Chávez acusó a su contraparte estadounidense de conspirar para derrocar su régimen y le ordenó dejar el país. Fue restaurado a su cargo después de que los Gobiernos de Venezuela y Estados Unidos acordaron restablecer relaciones diplomáticas.
En diciembre de 2010, el Gobierno de EE. UU. expulsó nuevamente a Álvarez tras el rechazo del presidente Chávez del nombramiento de Larry Palmer como embajador de ese país en Venezuela.Álvarez también sirvió como embajador de Venezuela en España de 2011 a 2013. En 2013 fue nombrado secretario general de ALBA. En octubre de 2015, Álvarez fue designado embajador permanente de Venezuela a la Organización de Estados Americanos (OEA), hasta el día de su fallecimiento en 2017.